# Agylla abrosa
Agylla abrosa är en fjärilsart som beskrevs av William Schaus 1911. Agylla abrosa ingår i släktet Agylla och familjen björnspinnare. Inga underarter finns listade i Catalogue of Life.